# AFC Filipeștii de Pădure
Asociația Fotbal Club Filipeștii de Pădure, cunoscută și sub denumirea de AFC Filipeștii de Pădure, a fost un club românesc de fotbal din comuna Filipeștii de Pădure, județul Prahova, care a evoluat în Liga a III-a. S-a desființat în 2010, după ce s-a dovedit că a fost finanțat ilegal din bugetul comunei.

## Istorie
Înființată in 2005, AFC Filipeștii de Pădure a promovat în Liga a III-a la sfârșitul sezonului 2006-2007. Cu antrenorul George Niculuț pe bancă, Filipeștenii au câștigat Liga a IV-a Prahova și barajul de promovare disputat împotriva echipei Nova Force Giurgiu, câștigătoarea Ligii a IV-a Giurgiu, cu 5–1 pe teren neutru pe Stadionul Juventus din București.
În primul sezon în Liga a III-a, echipa din Filipeștii de Pădure a terminat pe locul 13. A urmat un loc 12 în sezonul 2008-2009, după care s-a retras după etapa a 21-a în sezonul 2009-2010.
În vara lui 2010, AFC Filipeștii de Pădure a preluat locul în Divizia C de la Petrolistul Kaproni Boldești, încheind sezonul 2010-2011 pe pozitia a 3-a, cea mai bună clasare din istoria clubului la acest nivel.

## Palmares
Liga a IV-a Prahova
- Câștigătoare (1): 2006–07